# Sangiaccato di Vidin
Il sangiaccato di Vidin o di Widdin (in bulgaro Видински санджак?, in serbo Видински санџак?, in turco Sancağı Vidin) era un sangiaccato nell'Impero ottomano, con Vidin come centro amministrativo. Fu fondato dopo la battaglia di Nicopoli nel 1396 al di fuori dai territori del Regno di Vidin e alla metà del XV secolo annesse alcuni territori che appartenevano al Despotato serbo prima della conquista ottomana.

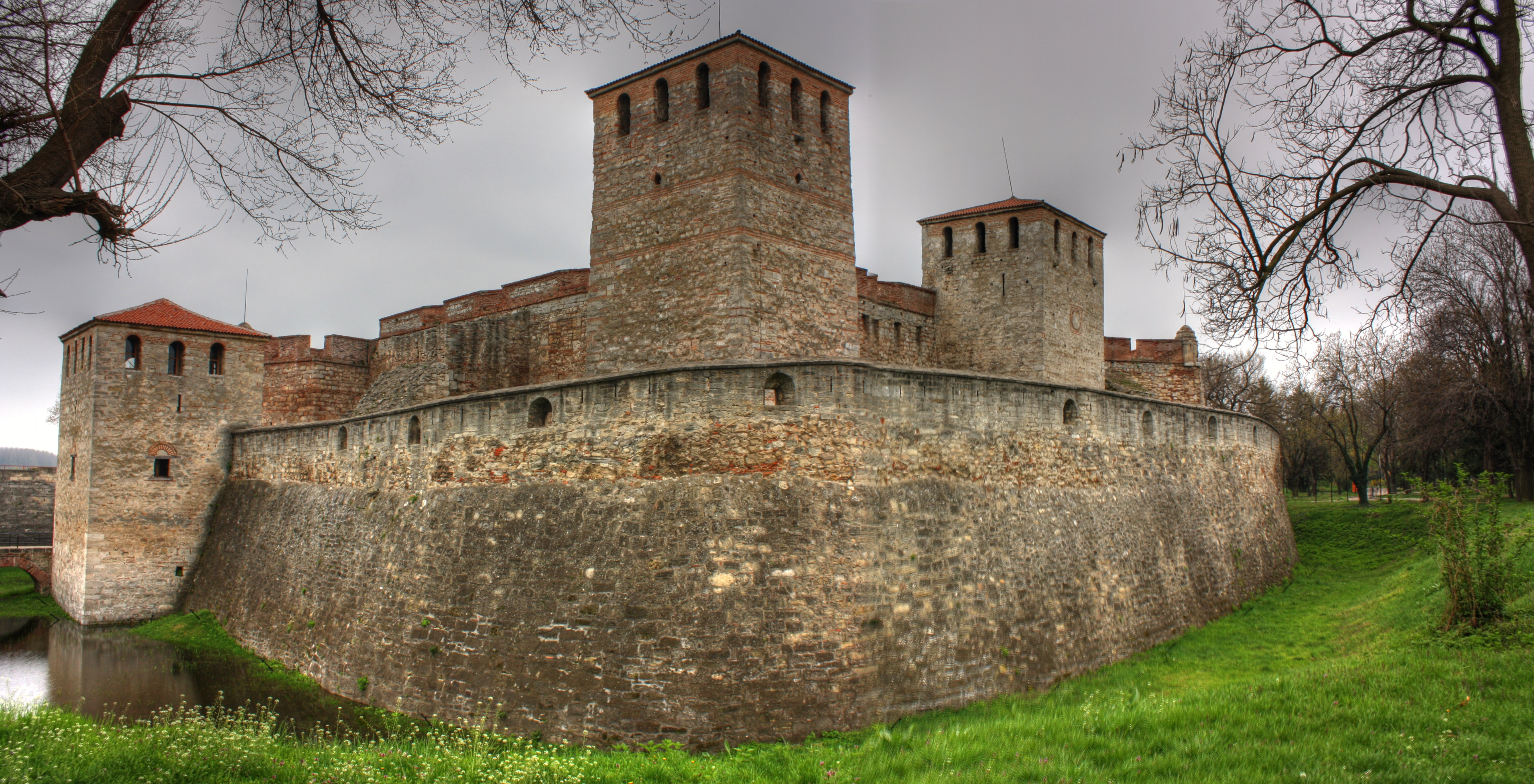
La fortezza di Baba Vida

## Contesto

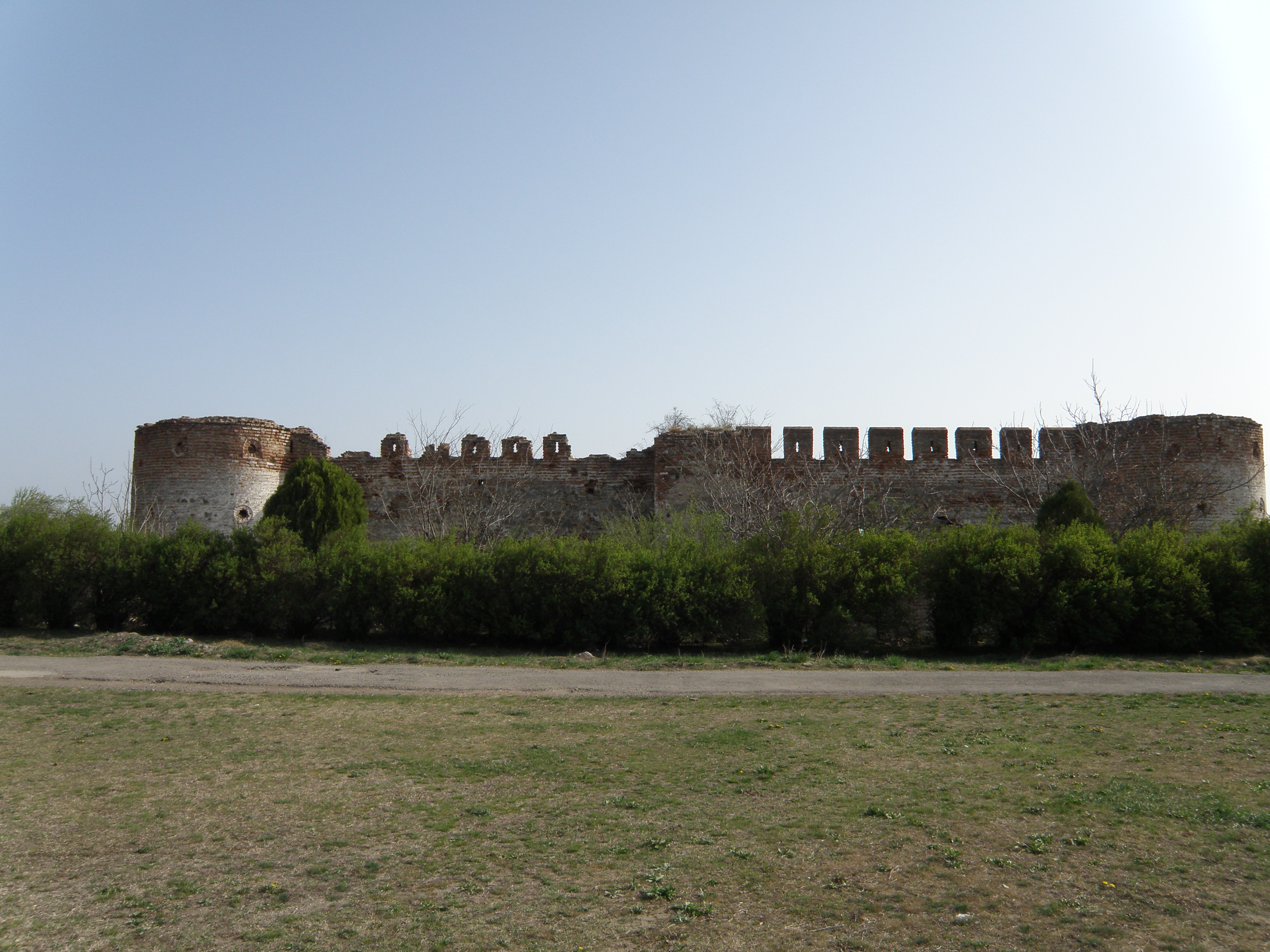
Fethislam, fortezza ottomana vicino Kladovo

Dopo l'importante sfondamento nei Balcani alla fine del XIV secolo, gli ottomani erano ben consapevoli dell'importanza strategica del Danubio e decisero di catturare tutte le importanti fortezze sulle sue rive. Il Regno di Vidin, che era sotto il controllo di Ivan Stratsimir, divenne uno stato vassallo ottomano nel 1393 e venne stanziata una forte guarnigione ottomana a Vidin. Prima della battaglia di Nicopoli nel 1396, Sratsimir si arrese alla guarnigione ottomana contro i crociati che furono presto sconfitti, mentre Sratsimir fu catturato dagli ottomani e ucciso nel 1397.
Secondo i registri fiscali ottomani del 1454-55 il territorio del sangiaccato includeva le seguenti nahiyah: Banya (Sokobanja), Belgrad (l'odierna Belogradchik), Veleshnitsa, Vidin, Gelvie (Glavje), Zagorie, Isvrlig (Svrljig), Kladobo (Kladovo), Krivina, Timok, Tcherna reka/Crna reka e le seguenti fortezze: Vidin, Banya (Sokobanja), Belgrad (l'odierna Belogradchik), Isvrlig (Svrljig) e Florentin. Alcuni studiosi ritengono che le regioni di Negotin, Kljuc e in parte Tcherna reka/Crna reka appartenessero prima della conquista ottomana al Despotato serbo e furono incluse nel Sangiaccato di Vidin dopo il 1455, perché il primo censimento del Sangiaccato di Vidin non le menziona. Si presume (dallo storico Bojanić-Lukač e da altri storici che confermano la sua tesi) che dopo la conquista ottomana finale, fosse necessario popolare questo territorio spopolato prima della sua inclusione nel sistema del timar del Sangiaccato di Vidin. Fino ad allora era un'unità amministrativa separata e una delle tante terre di confine ottomane.

## Storia
Alcune genti dal vicino territorio rumeno iniziarono a migrare verso il Sangiaccato di Vidin, specialmente dopo la Lunga Guerra (1591-1606) e la crisi della fame che colpì dopo la guerra.
Nel 1807, durante la prima rivolta serba, i ribelli serbi attaccarono parti del sangiaccato, che all'epoca era ancora sotto il controllo del rinnegato ottomano Osman Pazvantoglu. L'obiettivo dei ribelli era quello di stabilire una comunicazione con le truppe russe in Valacchia sotto il generale Ignatiev. Dopo il crollo della prima rivolta serba, parte del territorio intorno a Sokobanja e Svrljig ripreso dai ribelli fu annesso al sangiaccato di Vidin. 
Il sangiaccato di Vidin era uno dei sei sangiaccati ottomani con la cantieristica navale più sviluppata (insieme ai sangiaccati di Smederevo, Nicopolis, Požega, Zvornik e Mohač).

## Amministrazione
Nel 1396, Vidin fu finalmente e definitivamente catturata dagli ottomani, che migliorarono la sua fortezza di Baba Vida e vi costruirono intorno lunghe mura.
Nel 1455, gli ottomani registrarono per la prima volta tutti i luoghi abitati nel sangiaccato. Nel periodo compreso tra il 1483 e il 1586 nel sangiaccato di Vidin furono realizzati quattro defter. Nel 1460, dopo il suo successo nella battaglia vicino Baziaş (e la cattura di Mihály Szilágyi) il sultano ricompensò Ali Bey Mihaloğlu nominandolo sanjak-bey di Vidin. Nel marzo 1834 Husseyn pascià fu nominato sanjak-bey del sangiaccato di Nicopoli e del sangiaccato di Vidin.
Dopo il 1541, il sangiaccato entrò a far parte dell'Eyalet di Budin e dal 1846 al 1864 il sangiaccato appartenne all'Eyalet di Widdin. Dopo creazione del sistema amministrativo dei vilayet fece parte dal 1864 al 1878 al Vilayet del Danubio.